# Colorado Mammoth
Colorado Mammoth – zawodowa drużyna lacrosse grająca w National Lacrosse League w dywizji zachodniej. Siedziba drużyny mieści się w Denver w Stanach Zjednoczonych.

## Informacje
- Rok założenia: 2003
- Trener: Gary Gait
- Manager: Steve Govett
- Arena: Pepsi Center
- Barwy: bordowo-czarne

## Osiągnięcia
- Champion’s Cup: 2006
- Mistrzostwo dywizji: 2006, 2007

## Skład
- Bramkarze:
  -  Chris Levis
  -  Gee Nash

- Obrońcy:
  -  Pat Coyle
  -  Jamie Hanford
  -  John Gallant
  -  Tom Ethington
  -  Rich Catton
  -  Matt Leveque
  -  Dave Stilley

- Napastnicy:
  -  Mike Law
  -  Josh Sims
  -  Brian Langtry
  -  Nick Carlson
  -  Gavin Prout
  -  Ben Prepchuk
  -  Andrew Burkholder
  -  Dan Carey